# جولیو کلویو
جورجیو جولیو کلویو (Giorgio Giulio Clovio) (زاده 1498، درگذشت 5 ژانویه 1578) یک نقاش و مینیاتوریست زاده ی پادشاهی کرواسی بود که بیشتر در دوره ی رنسانس ایتالیا فعال بود. جولیو کلیو با اختلاف لقب آخرین هنرمند برجسته ی تذهیب را پیش از آغاز نقاشی های مدرن دارد.